# Plastic Ono Band
Plastic Ono Band va ser un efímer grup musical de components variables articulat al voltant de John Lennon i Yoko Ono. Va estar en activitat durant l'any 1969. Entre els músics coneguts que hi van participar hi ha Eric Clapton, George Harrison, Ringo Starr, Keith Moon, Nicky Hopkins o Billy Preston.